# Burton L. Mack
Burton L. Mack (1931 – 9 maart 2022) was een Amerikaans auteur en geleerde van het vroege christendom en het Nieuwe Testament. Hij was professor in het vroege christendom aan de Claremont School of Theology in Claremont, California. Mack was voornamelijk een geleerde van het ontstaan van het christendom, dat hij benaderde vanuit een perspectief van socialegroep-vorming. Mack zag christelijke geschriften zoals de evangeliën als mythe en niet als geschiedenis. Hij zag de evangeliën eerder als handvest-documenten van de vroegchristelijke groepen, niet als betrouwbare beschrijvingen van het leven van Jezus.
In het meer algemene veld van religiewetenschappen was Mack bekend voor het populariseren van de term 'sociale formatie' als beschrijvende categorie voor religie. Deze term komt origineel uit het werk van Louis Althusser, en stamt van een door deze ontwikkelde theorie over religie als 'sociale interesses.' Samen met zijn goede vriend Jonathan Z. Smith was Mack actief bij de Redescribing Christian Origins Group van de Society of Biblical Literature.
Mack overleed op 9 maart 2022; hij werd 90 jaar. 

## Werk
Hoewel hij zichzelf niet als wetenschapper over de historische Jezus zag, stelde hij voor dat Jezus een rondzwervende wijze was, vergelijkbaar met de Grieks-Romeinse cynici, en dat de vroege "Jezusbewegingen" een vergelijkbaar pad volgden. Hij leverde een belangrijke bijdrage aan de hypothetische Bron Q. Hij was er zeker van dat deze uit 3 lagen bestond: één bevatte voornamelijk wijsheidspreuken, één gaf details over hoe de gemeenschap zich moest gedragen, en één bevatte apocalyptische voorspellingen.

### Het Verloren Evangelie
Het Verloren Evangelie ontwikkelt de hypothese van de Bron Q. Deze bron bevatte overeenkomstig materiaal uit Lucas en Mattheüs dat niet in Marcus te vinden is. Volgens Macks hypothese was dit het eerste geschrift over Jezus, geschreven over decennia door een gemeenschap die hij beschrijft met een standvastige zekerheid. Net als John S. Kloppenborg gelooft hij dat het bestond uit drie hoofdlagen, elk daarvan viel samen met een fase in het leven van deze gemeenschap. De lagen zijn op merkwaardige manier gestructureerd, het vroegste materiaal is omringd door later materiaal.
- De eerste laag, door Mack Q1 genoemd, bestond uit uitspraken toegeschreven aan Jezus die het publiek direct aanspraken. Dit waren voornamelijk instructies over hoe je moet handelen. De hoofdlessen zijn om in armoe te leven, te geven zonder iets terug te verwachten, je vijanden lief te hebben, niet te oordelen en je geen zorgen te maken, want God zal je voorzien van dat wat je nodig hebt. Mack veronderstelde dat Q1 kon worden verdeeld in twee historische fases. De eerste daarvan bestond uit simpele maximes die de kern van de lessen bevatten, de latere fase waren uitbreidingen gemaakt door de gemeenschap die voorbeelden van en argumenten voor deze maximes gaven. Volgens Mack zag de gemeenschap die de teksten geschreven had Jezus in deze tijd simpelweg als leraar, met  veel overeenkomsten met een wijsgeer in de cynische traditie.

- De volgende belangrijke ontwikkeling, Q2, vormde het grootste gedeelte van het Q-document zoals Mack het heeft gereconstrueerd. In deze laag werd de persoon van Johannes de Doper geïntroduceerd (hij werd in het Q-document nog niet doper genoemd). Ook vindt de introductie plaats van het eschatologische idee van het Oordeel, en oppositie tegenover buitenstaanders: de farizeeën en Schriftgeleerden werden bekritiseerd. Mack zag in deze laag een toegenomen angst bij de gemeenschap, een behoefte om zichzelf te onderscheiden van anderen, en ook een aanwijzing dat de gemeenschap zelf spanning veroorzaakte: er is verwijzing naar het keren van vader tegen zoon, broeder tegen broeder etc.

- De laatste laag, Q3, is erg karig. Mack denkt dat deze geschreven is na de eerste Joods-Romeinse oorlog van 66-73 AD. Toegevoegd in deze tijd zijn o.a. de verzoekingen van Jezus en een klaagzang voor Jeruzalem. De rest bestaat uit strenge waarschuwingen en bedreigingen om je aan de wet te houten; hier vindt de eerste verwijzing naar Gehenna (het hellevuur) plaats. De ernst van de taal en de schaarste van materiaal vergeleken met de eerdere fases wordt gezien als teken dat veel leden van de gemeenschap tijdens de oorlog zijn gestorven.

## Ontvangst
Macks presentatie van Jezus en de eerste christenen in de context van het Grieks-Romeinse cynisme was controversieel. Waar veel geleerden Jezus beschreven binnen de context van het Jodendom van de 1e eeuw, gingen Mack en andere voorstanders tegen de consensus in en betoogden dat Jezus  begrepen moest worden in hellenistische context. Evangelisch-geleerde Craig A. Evans wees de theorie af, en zegt: "De hypothese dat Jezus een cynicus was zal met de tijd zeker in de prullenbak van slecht bedachte hypotheses gegooid worden, maar het zal desondanks handig zijn om te gebruiken als ons vertrekpunt." Andere geleerden, zoals John Dominic Crossan, bekrachtigden de samensmelting van Hellenistische en Joodse culturen in het Galilea van de 1ste eeuw als een potentiële bron van overeenkomsten tussen Jezus en de cynische filosofen uit de oudheid. Crossan en Marcus Borg waren het ook met Mack eens over het feit dat de originele lessen van Jezus niet eschatologisch waren.
Mack volgde in de voetstappen van Kloppenborg met het reconstrueren van Q in lagen, met de focus op Q-gemeenschappen. Deze soort reconstructie werd bekritiseerd door een aantal geleerden. Een van hen Maurice Casey, schreef over het idee van Jezus als een cynici: "Wanneer al het bewijs wordt meegenomen, laten deze veronderstelde parallellen zien dat Jezus nogal anders was dan de Cynische filosofen, niet dat hij net zo als ze was." Leif E. Vaage merkte op dat er overeenkomsten zijn tussen het Q-document en de cynische teksten, voornamelijk de cynische brieven, deze bevatten wijsheid en ethische anekdotes gebruikt door cynische predikers en illustreren hun ascetische manier van leven gefocust op puurheid.

## Geselecteerde werken

### Boeken
In het Nederlands
- Mack, De verloren woorden van Jezus: het boek Q en de oorsprong van het christendom. Milinda Uitgevers B.V. (1994).
- Mack, Wie schreven het Nieuwe Testament werkelijk? Ankh-Hermes (1997).

In het Engels
- Mack, Burton L. (1986). Wisdom and the Hebrew Epic: Ben Sira's Hymn in Praise of the Fathers. University of Chicago Press, Chicago, IL. ISBN 9780226500492.
- Mack, Burton L. (1988). A Myth of Innocence: Mark and Christian Origins. Fortress Press, Philadelphia, PA. ISBN 9780800621131.
- Mack, Burton L. (1989). Patterns of Persuasion in the Gospels. Polebridge Press, Sonoma, CA. ISBN 978-0-944344-08-8.
- Mack, Burton L. (1990). Rhetoric and the New Testament. Fortress Press, Minneapolis, MN. ISBN 9780800623951.
- Mack, Burton L. (1993). Lost Gospel: The Book of Q & Christian Origins, 1st. HarperSanFrancisco, San Francisco, CA. ISBN 978-0-06-065374-3.
- Mack, Burton L. (1996). Who Wrote the New Testament?: The Making of the Christian Myth. HarperSanFrancisco, San Francisco, CA. ISBN 0-06-065518-6. – The gospels as narratives created by various communities.[10]
- Mack, Burton L. (2001). The Christian Myth: Origins, Logic, and Legacy. Continuum, New York, NY. ISBN 978-0-8264-1355-0.
- Mack, Burton L. (2017). The Rise and Fall of the Christian Myth: Restoring our Democratic Ideals. Yale University Press, New Haven & London. ISBN 9780300222890.

Als redacteur
- Nourished with Peace: studies in Hellenistic Judaism in memory of Samuel Sandmel. Scholars Press, Chico, CA (1984). ISBN 9780891307402.

## Liber amorica
- Reimagining Christian Origins: a colloquium honoring Burton L. Mack. Trinity Press International, Valley Forge, PA (1996). ISBN 9781563381713.